# Löttingetunneln
Löttingetunneln är den näst längsta av tre vägtunnlar som ingår i Norrortsleden, Länsväg 265. Den ligger i Täby kommun och har 1+1 körfält, två tunnelrör och är cirka 1 100 meter lång. Tunneln öppnades för trafik den 4 oktober 2008.